# 사위 소동
사위 소동은 한국에서 제작된 양인은 감독의 1963년 영화이다. 김희갑 등이 주연으로 출연하였고 차태진 등이 제작에 참여하였다.

## 출연

### 주연
- 김희갑
- 구봉서
- 황정순

## 제작진
- 조명: 김충현
- 미술: 이수진